# Agathe Habyarimana
Agathe Kanziga Habyarimana, nascuda com a Agathe Kanziga (Karago, prefectura de Gisenyi, província de l'Oest, Ruanda, 1942) és la vídua de l'antic president de Ruanda Juvénal Habyarimana. Kanziga és part d'un llinatge Hutu que durant molt temps va governar un principat independent fins a finals del segle xix. Va ser arrestada per autoritats franceses el 2 de març de 2010 a França després de la visita del president francès Nicolas Sarkozy a Ruanda.
Sovint va ser considerada com un dels poders del tron durant els 20 anys de la presidència del seu marit, i les seves connexions familiars amb poderosos polítics hutus sovint es considera que havien proporcionat el capital polític necessari a Habyarimana. Va ser el centre d'una poderosa camarilla de hutus del nord anomenada le clan de madame o akazu (Kinyarwanda per "casa petita"), una organització informal d'extremistes hutus, els membres de la qual van contribuir força al genocidi ruandès de 1994.
El 9 d'abril de 1994, immediatament després de l'assassinat de Juvénal Habyarimana i Cyprien Ntaryamira i el començament del genocidi ruandès, va ser expulsada de Ruanda per tropes franceses i va arribar a París 8 dies després. En aquest èxode va ser acompanyada per trenta altres membres de l'akazu, inclòs Ferdinand Nahimana, director de Radio Télévision Libre des Mille Collines. A l'arribada a París, va rebre un obsequi de 230.000 ₣ del govern francès, com a part d'un pressupost destinat a "assistència urgent per a refugiats de Ruanda".
En setembre de 1997 es va traslladar a Libreville (Gabon) per invitació d'Omar Bongo i després a Gbadolite al Zaire. Tement l'amenaça del Front Patriòtic Ruandès, va tornar a Zaire a finals de 1995 i després es va instal·lar a Gabon, on se li va concedir un passaport diplomàtic amb un nom fals. Com a resposta a les amenaces del FPR, va deixar Libreville i va entrar clandestinament a França on resideix il·legalment.
Agathe Habyarimana és la germana de Protais Zigiranyirazo, qui va estar implicat en el genocidi. Se li va denegar l'asil polític a França el 4 de gener de 2007, on es va presentar el gener de 2004, però va romandre a França. Va ser arrestada el dimarts 2 de març de 2010 després de la visita del president francès Nicolas Sarkozy a Ruanda, on va admetre els errors comesos per França pel genocidi, tot indicant que França buscaria els responsables del genocidi que vivien a França.
Al setembre de 2011, un tribunal francès va denegar a Ruanda l'extradició d'Habyarimana. Una demanda civil, potser debilitada, encara es manté.
L'agost del 2021, el Tribunal d'Apel·lació de París va declarar “inadmissible” la sol·licitud de destitució d'Agathe Habyarimana, sospitosa d'haver estat implicada en el genocidi comès contra els tutsis a Ruanda el 1994 i objectiu d'una investigació a França des del 2008.